# St. Vitus (Weißenberg)

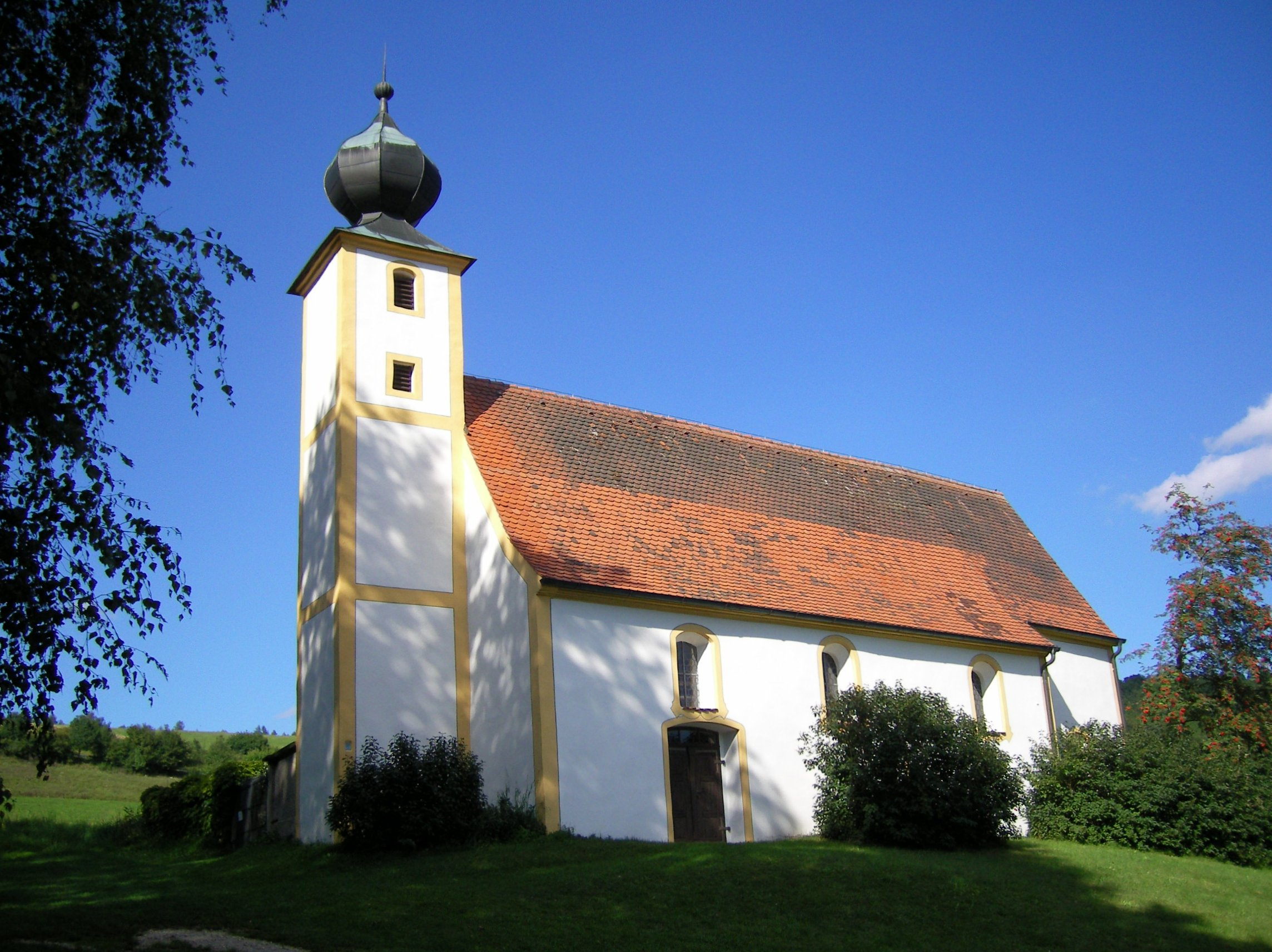
St. Vitus (Weißenberg)

Die evangelisch-lutherische, denkmalgeschützte Pfarrkirche, St. Vitus, bis 1916 war sie Simultankirche, steht in Weißenberg, einem Gemeindeteil der Gemeinde Edelsfeld im Landkreis Amberg-Sulzbach. Die Kirchengemeinde gehört zum Dekanat Cham/Sulzbach-Rosenberg/Weiden im Kirchenkreis Regensburg der Evangelisch-Lutherischen Kirche in Bayern. Das Bauwerk ist unter der Denkmalnummer D-3-71-119-19 als Baudenkmal in die Bayerische Denkmalliste eingetragen.

## Beschreibung
Die Saalkirche besteht aus einem Langhaus, das im 17. Jahrhundert an den eingezogenen, quadratischen Chor aus dem 14. Jahrhundert angebaut wurde. Im 18. Jahrhundert wurde das Langhaus nach Westen verlängert und der mit einer Zwiebelhaube bedeckte Kirchturm angefügt.
Zur Kirchenausstattung gehört ein Altar aus der Mitte des 17. Jahrhunderts, auf dessen Altarretabel Jesus Christus und Nikodemus dargestellt sind.